# Aurélie Tran
Pour les articles homonymes, voir Tran.
Aurélie Tran est une gymnaste artistique canadienne, née à Québec le 25 mai 2006.
Elle est membre de l'équipe médaillée de bronze aux Jeux panaméricains de 2023.
Elle est membre de l'équipe féminine de gymnastique artistique aux Jeux olympiques d'été de 2024.

## Jeunesse et éducation
Aurélie Tran naît au Québec en 2006. Elle est d'origine vietnamienne.
Elle commence la gymnastique à l'âge de cinq ans et commence à concourir deux ans plus tard.
En 2023, elle annonce qu'elle fréquenterait l'Université de l'Iowa.

## Carrière de gymnaste junior
Aurélie Tran participe à divers championnats Elite Canada et nationaux canadiens de 2018 à 2020. Elle fait ses débuts internationaux à l'International Gymnix en 2020 où elle concourt dans la division Challenge, remportant deux médailles de bronze.
En 2021, elle est championne junior Elite Canada ainsi que championne nationale junior canadienne. Vers la fin de l'année, elle est sélectionnée pour représenter le Canada aux Jeux panaméricains juniors de 2021 ; elle remporte le bronze au concours général derrière les Américaines Katelyn Jong et Kailin Chio, ainsi que l'argent aux barres asymétriques. Elle est le porte-drapeau du Canada lors de la cérémonie d'ouverture de l'événement.

## Carrière senior en gymnastique

### 2022–23
Aurélie Tran devient senior en 2022, bien qu'elle n'ait pas participé à une grande partie de la saison en raison d'une blessure au tendon d'Achille. Elle participe à Elite Canada en mars et à la Gymnova Cup en novembre.
Elle participe à la compétition Elite Canada 2023 où elle se classe première au concours général. Elle participe au DTB Pokal Team Challenge 2023 où elle aide le Canada à terminer 6e en équipe. Individuellement ; elle remporte le bronze aux exercices au sol. Elle participe ensuite aux Championnats nationaux du Canada où elle se classe une fois de plus première au concours général.
Elle est nommée dans l'équipe pour participer aux Championnats panaméricains 2023 aux côtés de Jenna Lalonde, Cassie Lee, Frédérique Sgarbossa, Sydney Turner et Evandra Zlobec. Le premier jour de compétition, elle remporte le bronze au concours général derrière l'Américaine Tiana Sumanasekera et la Mexicaine Natalia Escalera. Elle remporte également le bronze à la poutre. Lors de la finale par équipes, elle aide le Canada à remporter la médaille de bronze derrière les États-Unis et le Mexique.
Elle est nommée dans l'équipe canadienne des Championnats du monde de gymnastique artistique 2023 avec Ellie Black, Ava Stewart, Cassie Lee et Rose-Kaying Woo. Lors des qualifications, elle  obtient des scores de 13,233 au saut de cheval, 13,133 aux barres asymétriques, 11,933 à la poutre et 12,600 au sol. L'équipe canadienne arrive 12e.
Elle est nommée dans l'équipe canadienne des Jeux panaméricains de 2023 avec Ava Stewart, Sydney Turner, Cassie Lee et Frédérique Sgarbossa. Lors des Jeux, elle aide le Canada à remporter une médaille de bronze dans l'épreuve par équipes, en contribuant aux quatre appareils, avec 13,200 au saut, 13,400 aux barres asymétriques, 12,866 à la poutre et 12,666 au sol. Elle se qualifie pour les finales du concours général, des barres asymétriques, de la poutre et des exercices au sol. Dans la finale du concours général, elle se classe 7e avec un score de 50,465. Dans la finale des barres asymétriques, elle arrive 5e avec un score de 13,100 ; à la poutre, son score de 12,133 lui vaut la 8e place ; et dans la finale des exercices au sol, elle arrive également 5e avec un score de 13,166.

### 2024
Fin juin 2024, Aurélie Tran est nommée dans l'équipe de gymnastique artistique féminine qui représente le Canada aux Jeux olympiques d'été de 2024 aux côtés d'Ellie Black, Cassie Lee, Shallon Olsen et Ava Stewart,.